# Aníbal Ibarra
Aníbal Ibarra (Lomas de Zamora, Provincia de Buenos Aires, Argentina; 1 de marzo de 1958) es un abogado y político argentino que se desempeñó como fiscal federal, cargo al que renunció para dedicarse a la actividad política; fue electo en dos ocasiones Jefe de Gobierno de la Ciudad de Buenos Aires, cargo que desempeñó desde el 7 de agosto de 2000 al 7 de marzo de 2006 en que fue destituido mediante un juicio político después de estar suspendido desde noviembre de 2005. En 2007 y 2011 fue electo como Legislador Porteño, cargo que desempeñó hasta 2015. Es hermano de Vilma Ibarra.

## Primeros años
Es hijo de Aníbal Ibarra (padre) y Lidia Lozano. Su padre fue un dirigente de centroizquierda socialista democrático nacido en Paraguay, que debió huir de su país a causa de la persecución política a opositores durante los gobiernos de Higinio Morínigo y Alfredo Stroessner, dos dictadores a los que apoyaba el gobierno de Estados Unidos (USA), además del profundo clima bélico con la Guerra Civil Paraguaya de 1947. Su madre, nacida en Argentina, hija de inmigrantes españoles, tuvo gran simpatía con el peronismo, ya que sus políticas sociales le brindaron bienestar y apoyo tanto a ella como al resto de su familia.
Ibarra cursó parte de sus estudios secundarios en el Colegio Nacional Buenos Aires, donde comenzó su militancia política en el Centro de Estudiantes del colegio. En 1976 quedó en condición de alumno libre y continuó estudiando en el Instituto Libre de Segunda Enseñanza (ILSE), donde se recibió como bachiller. Seguidamente, estudió en la Facultad de Derecho de la Universidad de Buenos Aires, donde obtuvo el título de abogado, especializándose después en Derecho Penal.

## Desempeño en el Poder judicial
Ingresó a trabajar en el Poder judicial y entre los años 1981 y 1984 se desempeñó como Secretario del Juzgado en lo Criminal de Sentencia letra K de la Capital Federal y luego, nombrado por concurso, como Secretario de Cámara en la Sala III de la Cámara en lo Criminal y Correccional de la Capital Federal. En el mismo período fue designado en representación del Poder Judicial en la Comisión Nacional para el Control del Narcotráfico y Abuso de Drogas. En el año 1986, la Secretaría de Justicia de la Nación lo nombró fiscal para actuar ante los Juzgados Nacionales de Primera Instancia en lo Criminal y Correccional Federal de la Capital.
Algunos de los procesos en que debió intervenir tuvieron gran resonancia pública, como por ejemplo su cuestionamiento a la validez de los indultos realizados por el entonces presidente Carlos Menem respecto de los secuestros de niños ocurridos durante la última dictadura militar argentina y la llamada Masacre de San Patricio y los crímenes de la Triple A.
Renunció a su cargo de fiscal en el año 1991, debido a las presiones y amenaza de cesantía por parte del procurador general de la Nación Oscar Roger debido a su oposición a los indultos otorgados por el presidente de entonces, Carlos Saúl Menem a los militares que habían cometido crímenes de lesa humanidad. Decide entonces participar en política, en la fuerza de centro-izquierda que en ese momento se estaba formando: el FREPASO. Fue concejal electo en 1991 y, en 1993, presidente del bloque de concejales del Frente Grande.
Como concejal, luchó contra la corrupción y por sus denuncias fueron procesados varios funcionarios, entre ellos, el entonces Intendente de la Ciudad Carlos Grosso por las llamadas escuelas shopping. Otras de las investigaciones y denuncias hechas por el entonces concejal Aníbal Ibarra fueron los sobornos en el PAMI (la obra social de los jubilados) y las denuncias por corrupción en el antiguo Concejo Deliberante.
En 1994 fue elegido convencional constituyente por la ciudad de Buenos Aires para reformar la Constitución Nacional. Dos años más tarde resultó elegido para realizar una tarea similar, pero en el ámbito de la ciudad de Buenos Aires. En 1997 fue elegido legislador en esta ciudad y sus pares lo nombran Vicepresidente de la Legislatura de la Ciudad Autónoma de Buenos Aires. En este mismo año fue nombrado por la revista Time como "Joven sobresaliente hacia el siglo XXI".
El 7 de mayo de 2000 fue elegido Jefe de Gobierno de la Ciudad Autónoma de Buenos Aires por la Alianza por el Trabajo, la Justicia y la Educación, cargo que asumió el 7 de agosto del mismo año. En aquellas elecciones, la fórmula Aníbal Ibarra-Cecilia Felgueras se impuso con el 49,4%, consiguiendo el segundo lugar la fórmula Domingo Cavallo-Gustavo Béliz, del partido Encuentro por la Ciudad, quienes no se presentaron a la segunda vuelta.

## Gestión al frente de la Ciudad de Buenos Aires
La asunción de Ibarra coincide con el inicio de la debacle económica a nivel nacional e internacional. Una vez finalizado el furor de los años ´90, las inversiones rápidamente se contraen.
Su gestión tuvo el logro de no haber permitido que la Ciudad de Buenos Aires entrara en default como sí lo hizo Argentina en la grave crisis que afectó al país en 2001, por no haber emitido bonos como lo hicieron muchas provincias, no haber retrasado el pago de los sueldos en plena crisis económica del país, haber aumentado las becas escolares y por la implementación y ejecución de diversos programas en las áreas de Salud, Educación y Desarrollo Social.[cita requerida] Las principales críticas que recibió se referían a las malas condiciones higiénicas de la ciudad, los altos índices de inseguridad provocados por el aumento de la delincuencia, los constantes cortes de calles y avenidas por manifestantes, el rol de los "cartoneros" y la falta de obras que impidieran las frecuentes inundaciones registradas tras fuertes lluvias.[cita requerida]
En el año 2001 y para evitar dichas inundaciones, Ibarra encaró las obras en el Arroyo Medrano, en el canal aliviador del Arroyo Vega y el inicio de los túneles aliviadores del arroyo Maldonado. Dichas obras fueron terminadas por las administraciones posteriores.
Se modificó en julio de 2004, el Código de Convivencia Urbana elaborado por la anterior Legislatura -en la cual Ibarra era uno de los legisladores- y que, entre otras medidas, eliminaba los edictos policiales e imponía el concepto de "tolerancia" hacia manifestaciones de diversa índole como el travestismo y la oferta de sexo en la vía pública.
Entre otros representantes de diversos países que visitaron la Ciudad, en mayo de 2003 se entrevistó con el presidente cubano Fidel Castro, a quien entregó la Medalla de la ciudad de Buenos Aires.
Desde la caída de la Alianza, su partido, el Frente Grande desapareció de la escena política, lo que obligó a Ibarra a buscar nuevos aliados políticos para enfrentar principalmente a los sectores que habían comenzado a agruparse alrededor del dirigente Mauricio Macri.
Aníbal Ibarra finalmente se acercó al gobierno nacional dirigido por el recientemente electo presidente Néstor Kirchner. Ibarra decidió presentarse a la reelección, integrando junto a Jorge Telerman la fórmula del partido “Fuerza Porteña”. Hasta aquel entonces Jorge Telerman había sido Secretario de Cultura de la Ciudad.
Obtuvo la reelección el 14 de septiembre de 2003 tras imponerse en segunda vuelta a la fórmula de “Compromiso por el Cambio”, integrada por Mauricio Macri-Horacio Rodríguez Larreta. Aníbal Ibarra asumió este segundo periodo el 10 de diciembre de 2003.

### Expansión de la Red de Subterráneos

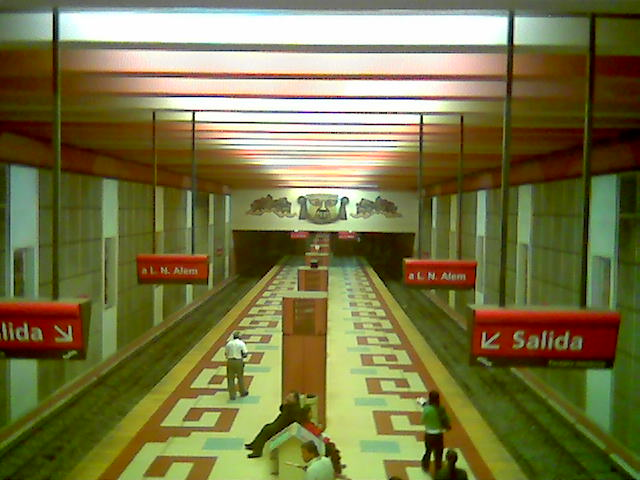
Estación Los Incas (Línea B), inaugurada en 2003.

El 24 de octubre de 2000 el Gobierno de la Ciudad, dirigido ya por el Dr. Aníbal Ibarra, adjudicó a la empresa Dycasa-Dragados la construcción del Tramo «B» (Once-Inclán) de la tan anunciada Línea H. Las obras de esta nueva Línea comenzaron en abril de 2001.
El 8 de noviembre de 2001 la Legislatura sancionó la Ley 670 de Subtes. Según se esperaba, la red de subterráneos alcanzaría en 2010 una longitud total de 100 km. La obra civil demandaría en esas épocas de convertibilidad alrededor de 1500 millones de pesos. Este ambicioso plan contemplaba la ampliación de la red existente y la construcción de líneas nuevas.
Con la crisis socioeconómica de 2001-2002 las obras del subterráneo nuevamente se ralentizaron, aunque nunca llegaron a paralizarse: El 9 de agosto de 2003 se inauguran las dos nuevas estaciones denominadas «Tronador» y «Los Incas» (Línea B); en 2004 se inician las obras para las estaciones «Echeverría» y «Villa Urquiza» (Línea B) y la prolongación de la Línea A desde «Primera Junta» hasta el barrio de Flores, con 4 nuevas estaciones y en 2005 se adjudicó la construcción de las estaciones «Parque Patricios» y «Hospitales» (Línea H), en ambos casos las obras fueron concluidos durante la administración que le siguió.
Mientras tanto, la crisis económica y la posterior devaluación también obligó al Estado Nacional a renegociar el Contrato de Concesión de Metrovías: se decidió que las obras del Taller Central de mantenimiento y la extensión de la Línea E hasta Retiro quedaran a cargo del Gobierno Nacional. De esta forma, Metrovías quedó exenta de estas obligaciones que había adquirido por contrato de Concesión. A su vez, la empresa fue compensada con una ampliación de los subsidios para cubrir los mayores costos de operación, y así evitar un aumento de las tarifas.

### Salud, Educación y Cultura

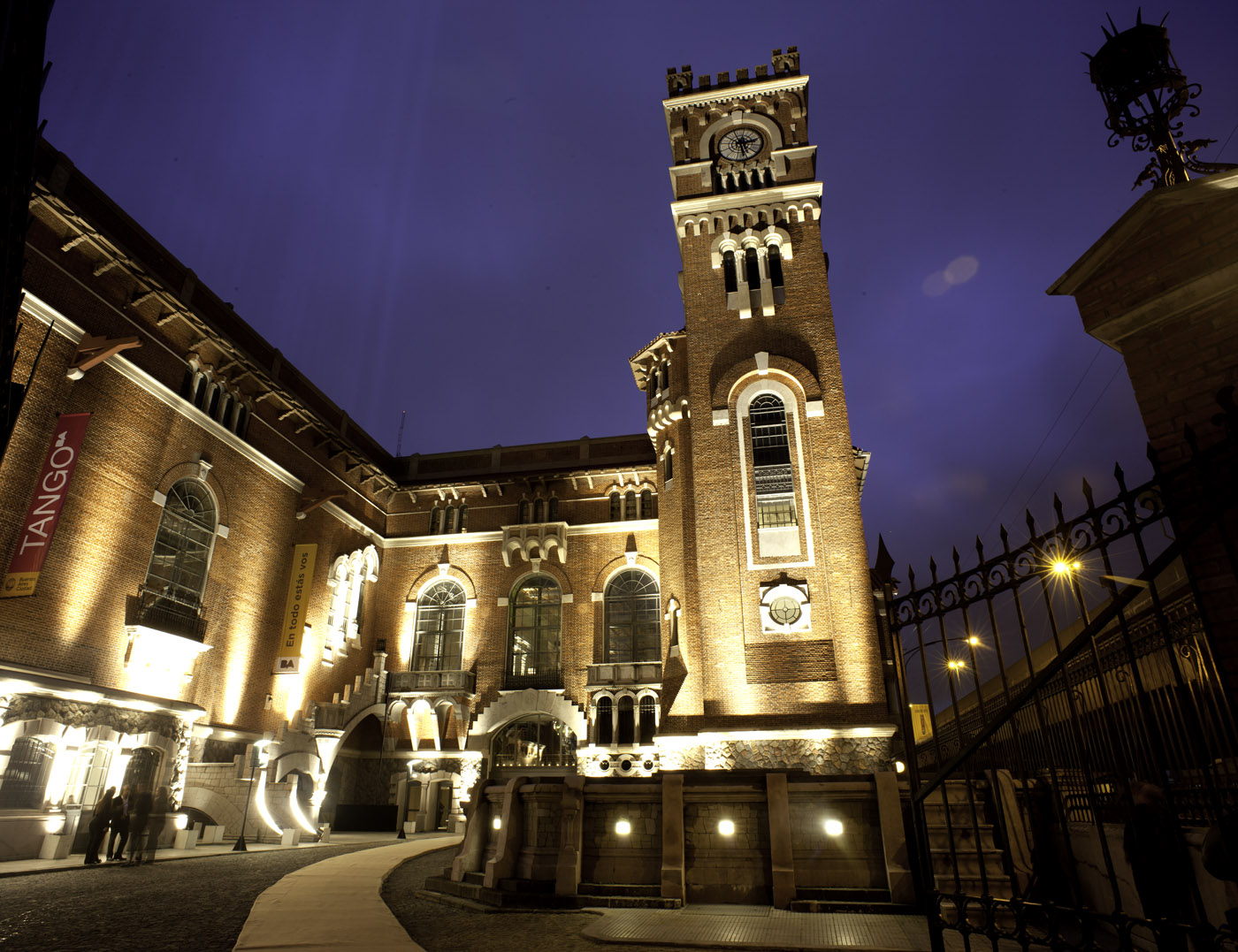
Usina del Arte, proyecto gestado en el año 2000, cuya ejecución con el cambio de gobierno se prolongó hasta el año 2012.

Entre agosto y septiembre del año 2000, el Gobierno Nacional (Presidente Fernando de la Rúa) y el de la ciudad (Jefe de Gobierno Aníbal Ibarra) decidieron emprender como tarea conjunta la recuperación del edificio de la ex Usina Pedro de Mendoza (hoy Usina del Arte) para ubicar allí al Auditorio de la Ciudad de Buenos Aires, sede definitiva de las orquestas Sinfónica Nacional y Filarmónica de Buenos Aires. El Gobierno de la Nación aportaría el bien y el de la Ciudad confeccionaría el proyecto y financiaría el emprendimiento.
El Gobierno de la Ciudad dio comienzo a los trabajos, restaurando el edificio anexo, ocupado hoy por el Museo del Cine, y encarando la mensura del edificio principal y de sus sótanos inundados para el desarrollo del proyecto definitivo. Cuando el Gobierno Nacional (Presidente Néstor Kirchner) desiste de continuar el emprendimiento, el Gobierno de la Ciudad decidió adquirir el bien por $ 5 millones. Las gestiones, iniciadas por Ibarra, son proseguidas por Jorge Telerman, quien da comienzo a los trabajos en julio de 2007. Su primera etapa fue inaugurada en julio de 2011 por Mauricio Macri.
Mientras tanto el 15 de septiembre de 2003, comenzó la obra para la reforma del Hospital de Niños Pedro de Elizalde, con la demolición de un pabellón en desuso. La obra principal en sí comenzó en abril de 2004, con la construcción de un nuevo edificio de tres niveles y 11 000 metros cuadrados de superficie, equipados a nuevo, lo que representaba la obra en el área de salud más importante del país e incluso de la región. Este nuevo edificio fue completamente inaugurado el 30 de mayo de 2007.
Durante la gestión de Aníbal Ibarra, el gobierno porteño también avanza con la construcción de nuevas escuelas, siendo el proyecto más importante en este sentido, el Polo Educativo de Saavedra, un campus con escuelas infantiles, primarias, medias, especiales, etc.
El proyecto fue impulsado en 2003 y los trabajos comenzaron dos años después, pero al poco tiempo, con el cambio de gobierno, la obra dejó de recibir fondos y se paralizó. La primera etapa del proyecto recién fue inaugurada en 2012.

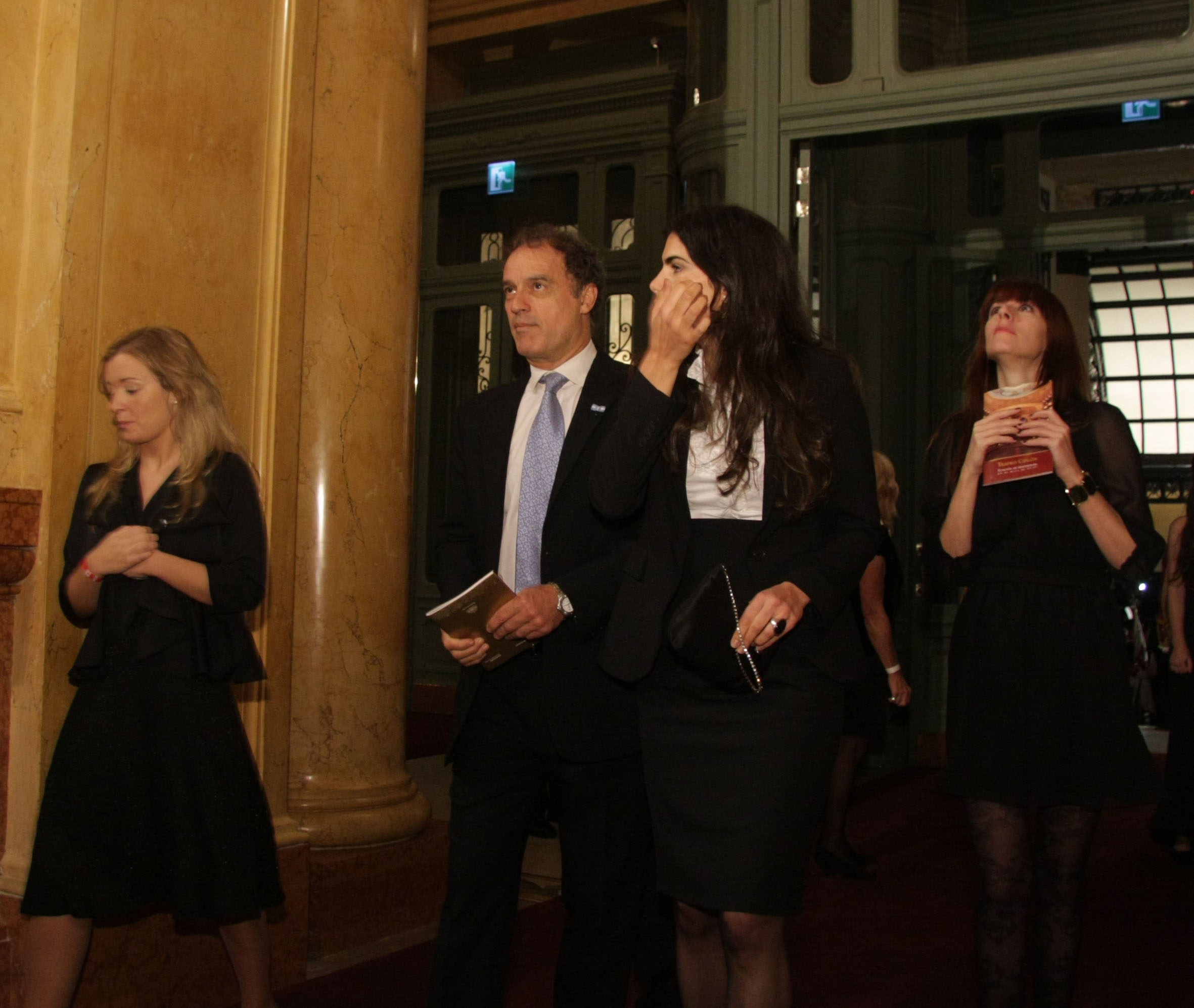
Aníbal Ibarra asiste el 24 de mayo de 2010 a la inauguración de la remodelación del Teatro Colón que había comenzado en su gestión y fue continuada por las administraciones que le siguieron

### Gabinete
| Secretarías del Gobierno de Aníbal Ibarra                 | Secretarías del Gobierno de Aníbal Ibarra | Secretarías del Gobierno de Aníbal Ibarra         |
| Cartera                                                   | Titular                                   | Período                                           |
| --------------------------------------------------------- | ----------------------------------------- | ------------------------------------------------- |
| Jefatura de Gabinete                                      | Raúl Fernández                            | 10 de diciembre de 2003 - 7 de marzo de 2006      |
| Secretaría de Gobierno y Control Comunal                  | Raúl Fernández                            | 7 de agosto de 2000 - 14 de mayo de 2002          |
| Secretaría de Gobierno y Control Comunal                  | Silvana Myriam Giudici                    | 14 de mayo de 2002 - 10 de diciembre de 2003      |
| Secretaría de Hacienda                                    | Miguel Ángel Pesce                        | 7 de agosto de 2000 - 6 de junio de 2003          |
| Secretaría de Hacienda                                    | Marta Albamonte                           | 6 de junio de 2003 - 7 de marzo de 2006           |
| Secretaría de Obras y Servicios Públicos                  | Abel Fatala                               | 7 de agosto de 2000 - 10 de diciembre de 2003     |
| Secretaría de Infraestructura y Planeamiento              | Roberto Feletti                           | 10 de diciembre de 2003 - 7 de marzo de 2006      |
| Secretaría de Planeamiento Urbano                         | Enrique García Espil                      | 7 de agosto de 2000 - 14 de mayo de 2002          |
| Secretaría de Justicia y Seguridad Urbana                 | Facundo Suárez Lastra                     | 7 de agosto de 2000 - 19 de marzo de 2002         |
| Secretaría de Justicia y Seguridad Urbana                 | Juan Carlos López                         | 19 de marzo de 2002 - 2 de enero de 2005          |
| Secretaría de Justicia y Seguridad Urbana                 | Juan José Álvarez                         | 2 de enero de 2005 - 14 de enero de 2005          |
| Secretaría de Seguridad                                   | Juan José Álvarez                         | 14 de enero de 2005 - 22 de abril de 2005         |
| Secretaría de Seguridad                                   | Diego Gorgal                              | 22 de abril de 2005 - 7 de marzo de 2006          |
| Secretaría de Cultura                                     | Jorge Telerman                            | 7 de agosto de 2000 - 10 de diciembre de 2003     |
| Secretaría de Cultura                                     | Gustavo Fernando López                    | 10 de diciembre de 2003 - 7 de marzo de 2006      |
| Secretaría de Educación                                   | Daniel Filmus                             | 7 de agosto de 2000 - 25 de mayo de 2003          |
| Secretaría de Educación                                   | Roxana Perazza                            | 25 de mayo de 2003 - 7 de marzo de 2006           |
| Secretaría de Desarrollo Social                           | Daniel Figueroa                           | 7 de agosto de 2000 - 22 de noviembre de 2001     |
| Secretaría de Desarrollo Social                           | Gabriela González Gass                    | 22 de noviembre de 2001 - 10 de diciembre de 2003 |
| Secretaría de Desarrollo Social                           | Rafael Romá                               | 10 de diciembre de 2003 - 30 de julio de 2004     |
| Secretaría de Desarrollo Social                           | Jorge Telerman                            | 30 de julio de 2004 - 14 de noviembre de 2005     |
| Secretaría de Desarrollo Social                           | Sergio Beros                              | 15 de noviembre de 2005 - 7 de marzo de 2006      |
| Secretaría de Salud                                       | Marcos Buchbinder                         | 7 de agosto de 2000 - 22 de noviembre de 2001     |
| Secretaría de Salud                                       | Alfredo Stern                             | 22 de noviembre de 2001 - 1 de julio de 2005      |
| Secretaría de Salud                                       | Donato Spaccavento                        | 1 de julio de 2005 - 7 de marzo de 2006           |
| Secretaría de Desarrollo Económico                        | Eduardo Hecker                            | 7 de agosto de 2000 - 10 de diciembre de 2003     |
| Secretaría de Descentralización y Participación Ciudadana | Héctor Cappacioli                         | 10 de diciembre de 2003 - 30 de enero de 2006     |
| Secretaría de Descentralización y Participación Ciudadana | Sergio Beros                              | 2 de febrero de 2006 - 7 de marzo de 2006         |
| Secretaría de Deportes                                    | Daniel Bravo                              | - 14 de noviembre de 2005                         |
| Secretaría de Medio Ambiente                              | Norberto La Porta                         | 7 de agosto de 2000 - 14 de mayo de 2002          |
| Secretaría de Producción, Turismo y Medio Ambiente        | Eduardo Epszteyn                          | 10 de diciembre de 2003 - 7 de marzo de 2006      |
| Secretaría de Medio Ambiente y Planeamiento Urbano        | Eduardo Epszteyn                          | 14 de mayo de 2002 - 10 de diciembre de 2003      |
| Subsecretarías del Gobierno de Aníbal Ibarra              |                                           |                                                   |
| Cartera                                                   | Titular                                   | Período                                           |
| Subsecretaría General                                     | Liliana Chiernajowsky                     | 7 de agosto de 2000 - 16 de octubre de 2001       |
| Subsecretaría de Legal y Técnica                          | Alejandra Tadei                           | 7 de agosto de 2000 - 10 de diciembre de 2003     |
| Subsecretaría de Legal y Técnica                          | Débora Cohen                              | 10 de diciembre de 2003 - 7 de marzo de 2006      |
| Subsecretaría de Descentralización (elevado a Secretaría) | Daniel Siciliano                          | 7 de agosto de 2000 - 24 de febrero de 2002       |
| Subsecretaría de Descentralización (elevado a Secretaría) | Ariel Schifrin                            | 24 de febrero de 2002 - 10 de diciembre de 2003   |
| Subsecretaría de Comunicación Social                      | Verónica Torras                           | 7 de agosto de 2000 - 14 de enero de 2003         |
| Subsecretaría de Comunicación Social                      | Daniel Rosso                              | 14 de enero de 2003 - 7 de marzo de 2006          |
| Subsecretaría de Coordinación de Gabinete                 | Mirta Liliana Chiernajowsky               | 7 de agosto de 2000 -                             |
| Subsecretaría de Logística y Emergencias                  | Lía Elizabeth María                       | 7 de agosto de 2000 - 10 de diciembre de 2003     |
| Subsecretaría de Justicia y Trabajo                       | Javier Fernández Moores                   | 14 de enero de 2005 - 7 de marzo de 2006          |

## El juicio político

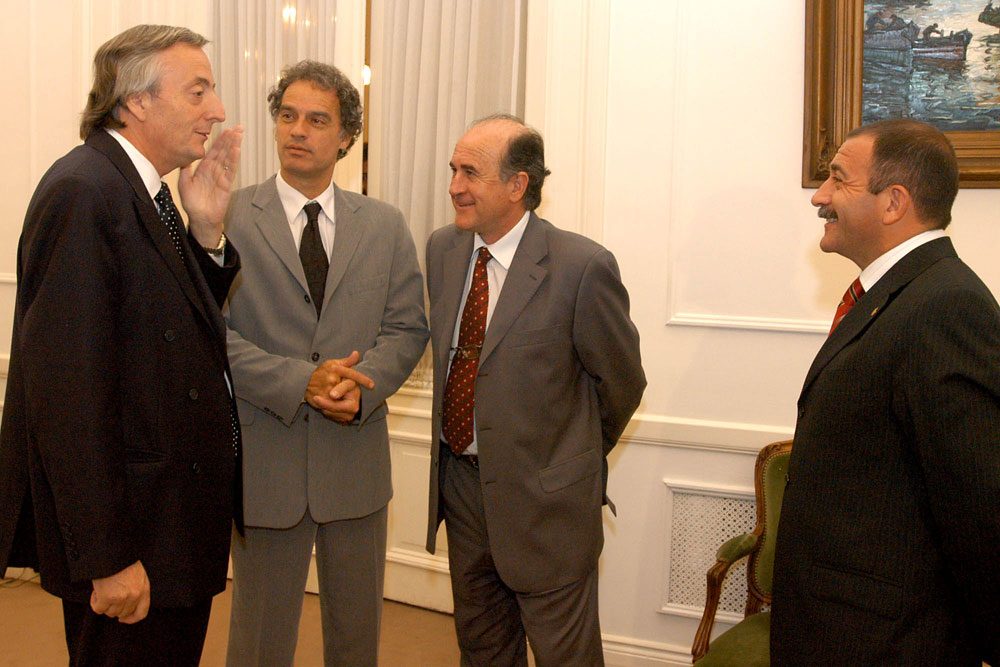
Aníbal Ibarra (segundo desde la izquierda) fue señalado por los familiares de las víctimas como uno de los responsables del incendio de Cromañón.

El 30 de diciembre de 2004, como consecuencia de un incendio generado por varios elementos de pirotecnia arrojados por los asistentes en un lugar cerrado como lo era el boliche República Cromañón, fallecieron 194 personas. Esta tragedia provocó que en la Legislatura de la Ciudad de Buenos Aires se acusase al entonces Jefe de Gobierno Aníbal Ibarra de mal desempeño y le iniciase un juicio político que finalizó, el 7 de marzo de 2006, con su destitución. Al respecto, Adolfo Pérez Esquivel, el Premio Nobel de la Paz, expresó que "Lamentablemente un grupo de familiares de las víctimas ha condenado al jefe de Gobierno de la ciudad de Buenos Aires, Aníbal Ibarra, acusándolo de ser responsable de la tragedia y de “asesino, corrupto, etcétera”. Todas las broncas contenidas se descargan sobre el jefe de Gobierno de la ciudad de Buenos Aires. Las fuertes presiones de algunos familiares y la decisión de los legisladores de diversos partidos políticos han logrado que fuese suspendido en sus funciones para ser llevado a juicio político. Algunos familiares han recurrido a las amenazas contra los fiscales y legisladores, y a “los escraches”. Otros legisladores discriminan a familiares que no están de acuerdo con esos procedimientos y que denunciaron en reiteradas oportunidades las amenazas a Ibarra y a su familia",. Abuelas de Plaza de Mayo, familiares de víctimas de gatillo fácil, organizaciones barriales, figuras de los derechos humanos, de la cultura y la política
argentina, el Premio Nobel de la Paz Adolfo Pérez Esquivel, y las legisladoras de la oposición Sandra Bergenfeld y Beatriz Baltroc afirmaron que la tragedia estaba siendo utilizada con fines políticos por parte de la oposición.
Las imputaciones políticas de la Legislatura contra Aníbal Ibarra se referían al abandono del poder de policía de la ciudad, la desatención de alertas institucionales que hacían previsible que algo así ocurriese y que fueron registradas por los medios de comunicación,

y la falta de previsión para una tragedia de esta naturaleza.
Por otra parte, la justicia penal sobreseyó a Ibarra del cargo de homicidio culposo, e incumplimiento de los deberes a su cargo considerando que no hay suficientes elementos de prueba, mediante fallo del 7 de agosto de 2006 de la jueza María Angélica Crotto confirmado por la Sala Quinta de la Cámara del Crimen ante la apelación al fallo por parte de un grupo de los familiares de las víctimas. Finalmente, y ante una nueva apelación, la Cámara de Casación lo sobresee definitivamente. Cabe mencionar que el expediente, al principio, lo tuvieron tres jueces: Julio Lucini, Néstor Costabel y la ya mencionada Crotto. En la causa fueron condenados funcionarios del gobierno de Ibarra en fallo que se encuentra apelado.
En la marcha que se produjo cumplido el año de la tragedia, los manifestantes expresaron su repudio hacia Aníbal Ibarra, considerándolo responsable político de la tragedia como Jefe de Gobierno. Como parte de una misa interreligiosa el arzobispo de Buenos Aires, cardenal Jorge Bergoglio, fue crítico en su homilía, demostrando su pesar por la carrera de autoridades y responsables del espectáculo por sacarse de encima eventuales responsabilidades.
Encuestas de opinión realizadas entre los habitantes de Buenos Aires antes de la destitución de Ibarra, indicaban que más de un cincuenta por ciento de la población se oponía a la destitución de Ibarra por considerar que los legisladores que integraban la Sala Juzgadora estaban actuando con intencionalidad política y más de cuarenta mil personas marcharon por las calles expresando su apoyo a Ibarra.

### Sala acusadora
El 14 de noviembre de 2005 la sala acusadora de la Legislatura de la Ciudad de Buenos Aires decidió llevar a juicio político a Aníbal Ibarra. Se había intentado realizar la votación el 10 de noviembre, pero incidentes causados por algunos familiares de las víctimas produjo que los legisladores del Frente para la Victoria se retiraran de la sesión. Debido a esto se limitó la entrada a sólo 10 familiares, lo que despertó el malestar de las diferentes agrupaciones. La sala acusadora ese día estaba compuesta por 43 legisladores, ya que dos se encontraban ausentes. Con 30 votos a favor, 7 en contra y 6 abstenciones la sala aprobó el juicio político y Aníbal Ibarra fue suspendido en su cargo y reemplazado por el Vicejefe de Gobierno Jorge Telerman.
| Votación | Votación | Votación | Votación                                                                |
| A favor del juicio | En contra del juicio | Abstenciones | Ausentes                                                                |
| --- | --- | --- | ----------------------------------------------------------------------- |
| Frente Compromiso para el Cambio: Santiago de Estrada, Marcelo Godoy, Gabriela Michetti, Martín Borrelli, Marcos Peña, María Soledad Acuña, Rodrigo Herrera Bravo. Juntos por Buenos Aires: Diego Santilli, Jorge Enríquez, Juan Carlos Lynch, Álvaro González, Mario Morando, Dora Mouzo. ARI: Fernando Melillo, Juan Manuel Velasco, Fernando Cantero. Frente para la Victoria: Juan Farías Gómez, Eduardo Lorenzo Borocotó. Confluencia: Ariel Schifrin, Milcíades Peña. Recrear: Jorge San Martino, Carlos Araujo. Bloque del Sur: Daniel Betti, Sergio Molina. Movimiento para un Pueblo Libre: Rubén Devoto, Tomás Devoto. Cambiemos Buenos Aires: Sandra Bergenfeld. Salvador Mazza: Graciela Scorzo. Plural: María Eugenia Estenssoro. Autodeterminación y Libertad: Noemí Oliveto. | Partido de la Ciudad: Jorge Alberto Giorno, Julio De Giovanni. Cambiemos Buenos Aires: Jorge Mercado. Frente Grande: Alicia Caruso, Sandra Dosch. Columna Social: Mirta Onega. UCR: Roberto Vázquez. | Frente para la Victoria: Diego Kravetz, Miguel Talento, Ana Suppa, Claudio Ferreño, Silvia La Ruffa y Mónica Bianchi. | Frente para la Victoria: Marta Talotti Partido Socialista: Roy Cortina. |

### Sala de juzgamiento

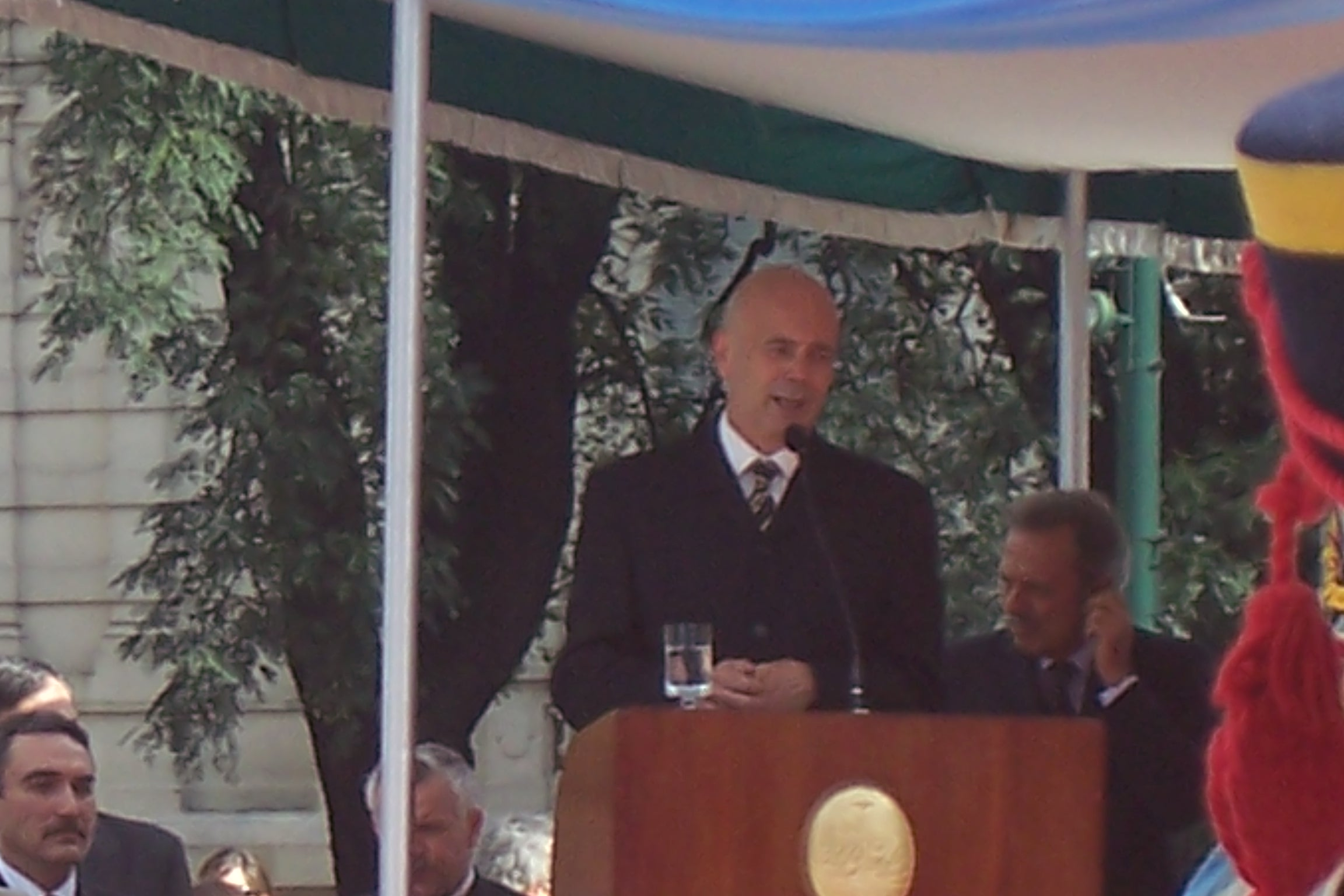
Tras la destitución de Ibarra, Jorge Telerman asumió la jefatura de gobierno.

A continuación se inició un debate sobre la conformación de la sala de juzgamiento. El 23 de octubre hubo elecciones legislativas en Buenos Aires, por lo que la conformación partidaria de la Legislatura cambió, al igual que la conformación de la sala de juzgamiento. Como los nuevos legisladores asumían en sus cargos el 10 de diciembre, el debate era si la sala debía permanecer formada por los legisladores que dejaban sus cargos o si debían ser reemplazados por los que asumían. Una sala formada por los antiguos legisladores era favorable al suspendido Jefe de Gobierno, ya que sus aliados políticos no habían obtenido un buen resultado en las últimas elecciones y con el cambio habría más opositores. Como el art. 93.º de la Constitución de la Ciudad de Buenos Aires establece que cada dos años deben formarse las salas y el art. 4.º considera nulos los actos de quienes prolonguen funciones, la intención de que permanecieran los legisladores salientes no prosperó. A su vez, el art. 123 es el que se refiere al Jurado de Enjuiciamiento y expresa que "Si durante la sustanciación del procedimiento venciere el término del mandato de los miembros del jurado, éstos continuarán en el ejercicio de sus funciones hasta la conclusión definitiva del mismo".
La sala de juzgamiento tenía cuatro meses para fallar, y si no lo hacía en ese lapso Ibarra quedaría absuelto.
Tal como ordena la Constitución de la Ciudad Autónoma de Buenos Aires, la sala estuvo conformada por 15 Legisladores y presidida por el presidente del Tribunal Superior de Justicia de la Ciudad de Buenos Aires, Julio Maier, quien expresó, basándose en la Constitución, que en el juicio político Ibarra debía ser juzgado por quienes comenzaron el juicio. Además actuaron a modo de Fiscales tres diputados miembros de la Sala acusadora y elegidos por sus pares. Estos fueron Jorge San Martino, Jorge Enríquez y Rubén Devoto. La defensa del suspendido Jefe de Gobierno se encontraba a cargo de los abogados Julio Golodny, Fernando Castejón y el exfiscal del Juicio a las Juntas militares Julio César Strassera, quien llegó a ser agredido por padres de las víctimas durante una inspección ocular del local incendiado.
El 16 de febrero de 2006 el legislador Gerardo Romagnoli renunció a integrar la Sala Juzgadora porque, según sus declaraciones, el juicio político estaba distrayendo la posibilidad de conocer la verdad acerca de las responsabilidades políticas, y acusó a la Legislatura de autoexcluirse de ser investigada.
La salida del legislador porteño iba a complicar las posibilidades de remover del cargo al suspendido Jefe de Gobierno Aníbal Ibarra, ya que Romagnoli había expresado su intención de votar por la destitución. Por esta razón algunos diputados porteños y padres de las víctimas sospecharon de un cobro de soborno por parte del renunciante, sospecha que no fue demostrada. Sin embargo, la Sala Juzgadora no aceptó la renuncia y Gerardo Romagnoli continuó en la Sala Juzgadora hasta la finalización del juicio.
El 7 de marzo de 2006, finalizó el Juicio Político contra Aníbal Ibarra. La Sala Juzgadora de la Legislatura lo destituyó de su cargo, pero no hubo consenso para inhabilitarlo por 10 años ni por menos. La votación se produjo con 10 votos a favor, 4 en contra y una abstención; exactamente los dos tercios necesarios para la destitución. El cargo de Jefe de Gobierno fue ocupado en forma definitiva por Jorge Telerman.
Hasta el 10 de diciembre de 2015 Aníbal Ibarra continuó desempeñándose como Legislador de la Ciudad Autónoma de Buenos Aires, cargo que obtuvo en las elecciones de 2007 y de 2011.
| Votación | Votación | Votación                                |
| Por la destitución | Por la absolución | Abstenciones                            |
| --- | --- | --------------------------------------- |
| Daniel Amoroso (Juntos por Buenos Aires), Héctor Bidonde (Bloque del Sur), Roberto Destéfano (Frente Compromiso para el Cambio), Facundo Di Filippo (ARI), Silvia Majdalani (Juntos por Buenos Aires), Marcelo Meis (Recrear), Florencia Polimeni (Guardapolvos Blancos), Helio Rebot (Frente para la Victoria), Gerardo Romagnoli (Autodeterminación y Libertad), Guillermo Smith (ARI). | Beatriz Baltroc (Autonomía Popular), Sebastián Gramajo (Frente para la Victoria), Norberto La Porta (Socialista), Laura Moresi (Frente Grande). | Elvio Vitali (Frente para la Victoria). |

Los familiares presentaron un proyecto para que se protegiese la integridad estructural del edificio, sin embargo, esta propuesta fue rechazada por la Legislatura Porteña donde él se desempeñara como legislador de la Ciudad de Buenos Aires.

## Regreso a la política
Tras ser sobreseído penalmente por el incendio de Cromañón, volvió a la política en las elecciones de 2007 encabezando una de las dos listas para diputados porteños que acompañaban la candidatura del entonces Ministro de Educación Daniel Filmus. Una era la del partido kirchnerista Frente para la Victoria, y la otra la de la coalición ibarrista Diálogo por Buenos Aires. Conforme al resultado de dichos comicios, celebrados el 3 de junio de 2007, Filmus ingresó al balotaje e Ibarra fue elegido por los ciudadanos como legislador porteño y tomó posesión de su cargo el 7 de diciembre de 2007, mientras fuera de la Legislatura se realizaban manifestaciones en su favor y en contra, destacándose el de los familiares de las víctimas y sobrevivientes del 30 de diciembre quienes colocaron 203 sillas vacías para recordar a los muertos.
En abril de 2009, Aníbal Ibarra tiene un incidente durante una entrevista en plena calle realizada por el periodista Daniel Malnatti para el programa de televisión «Telenoche» en el segmento «A la calle con Malnatti», donde habría pedido a un asesor que no le envíe más gente, que supuestamente se acercaba espontáneamente.
Este hecho repercutió en las elecciones legislativas de 2009 donde se presentó como candidato a diputado nacional pero no pudo lograr el cargo pues sólo obtuvo un 3,28 % de los votos, por lo que continuó su actividad política como legislador de la ciudad. En esas elecciones, a los cuatro legisladores de su bloque Diálogo por Buenos Aires, electos en 2007, se agregó una sola legisladora, María Elena Naddeo.
En julio de 2011, encabezó una lista colectora a la candidatura de Daniel Filmus como Jefe de Gobierno y fue reelecto en su cargo de Legislador por la Ciudad de Buenos Aires, con cerca del 6 % de los votos.